# Johann Heinrich Blumenthal (Mediziner)
Johann Heinrich Blumenthal (* 2. September 1734 in Mitau; † 12. März 1804 in Hasenpoth) war ein deutsch-baltischer Mediziner und evangelischer Theologe.

## Leben
Johann Heinrich Blumenthal wurde als Sohn des Kaufmanns, Konditors und Oberproviantkommissars Friedrich Peter Blumenthal (gest. 1750) und dessen Frau Johanna Margaretha, geb. Ihnken, in Mitau im Kurland geboren.
Seine Schulbildung erhielt er an der Lateinischen Stadtschule in Mitau. Nach deren Abschluss entschied sich Blumenthal zunächst Theologie zu studieren. Zu diesem Zweck schrieb er sich 1753 an der Universität Rostock ein. Im darauf folgenden Jahr begab er sich zur Fortsetzung seines Studiums an die Universität Jena.
Anschließend war er Hauslehrer in Kurland. Dieser Tätigkeit anscheinend überdrüssig geworden begann Blumenthal ein zweites Studium, diesmal das der Medizin. Ab 1770 studierte er an der Universität Leiden und schloss sein Studium 1773 als Dr. med. ab. Während dieser drei Jahre weilte er wohl auch zu Studienzwecken in Paris und Oxford.
1773/74 war Johann Heinrich Blumenthal als Begleiter eines kurländischen Edelmannes in Straßburg aktiv, ehe er 1774 nach Kurland zurückkehrte, um dort als Arzt tätig zu sein. 1774 war er zunächst Arzt in seiner Geburts- und Heimatstadt Mitau, von 1775 bis zu seinem Tode 1804 in Hasenpoth. Außerdem versah er von 1782 bis 1795 das Amt des Landphysikus im Kreis Pilten.
Einen Ruf zum Leibarzt des Herzogs Peter von Kurland lehnte er 1790 ab.
Johann Heinrich Blumenthal war dreimal verheiratet. Aus seiner dritten Ehe mit Dorothea Kühz (1795) ging der Sohn Heinrich Ludwig Johann Blumenthal (1804–1881) hervor, der ebenfalls Mediziner wurde und ab 1828 als außerordentlicher Professor für Geburtshilfe an der Universität Charkiw wirkte.